# Pec (město)
Pec (albánsky Peja/Pejë, srbsky Пећ/Peć) je město a stejnojmenná oblast v západní části Kosova, východně od pohoří Prokletije. Známá je především díky místnímu pravoslavnému klášteru.

## Název
Město ve svých dějinách vystřídalo řadu názvů. Římané jej znali pod názvem Pescium. Ve 13. století byla Pec známá pod názvem Ždrelnik, neboť se nacházelo na začátku (ve středověkém jazyce ždrelu) Rugovské soutěsky.
Současný název je slovanského původu. V srbštině označuje pec nebo zastarale jeskyni. Řada jeskyní se nachází v nedaleké Rugovské soutěsce a podle nich získalo město své jméno. Dubrovnické středověké dokumenty často uvádějí město pod názvem Forno (pec) v italštině. Osmanský název města zněl İpek (ايپك), řecký Επισκιον (Episkon). Současný albánský název města (Peja/Pejë) vychází z poturčeného názvu města.[zdroj?] Turecký název odkazuje na tradici ve výrobě hedvábí, podle něhož vznikl.

## Geografie
Město leží na řece Pećka Bistrica, na jihovýchodním úpatí pohoří Rugova (nejvyšší hora Hejla, 2403 m), což je významná lyžařská a turistická oblast. Západně od města se nachází tzv. Rugovská soutěska. Je vzdáleno 82 km západně od Prištiny, s níž je spojeno železniční tratí a 389 km jihozápadně od Bělehradu.

## Historie

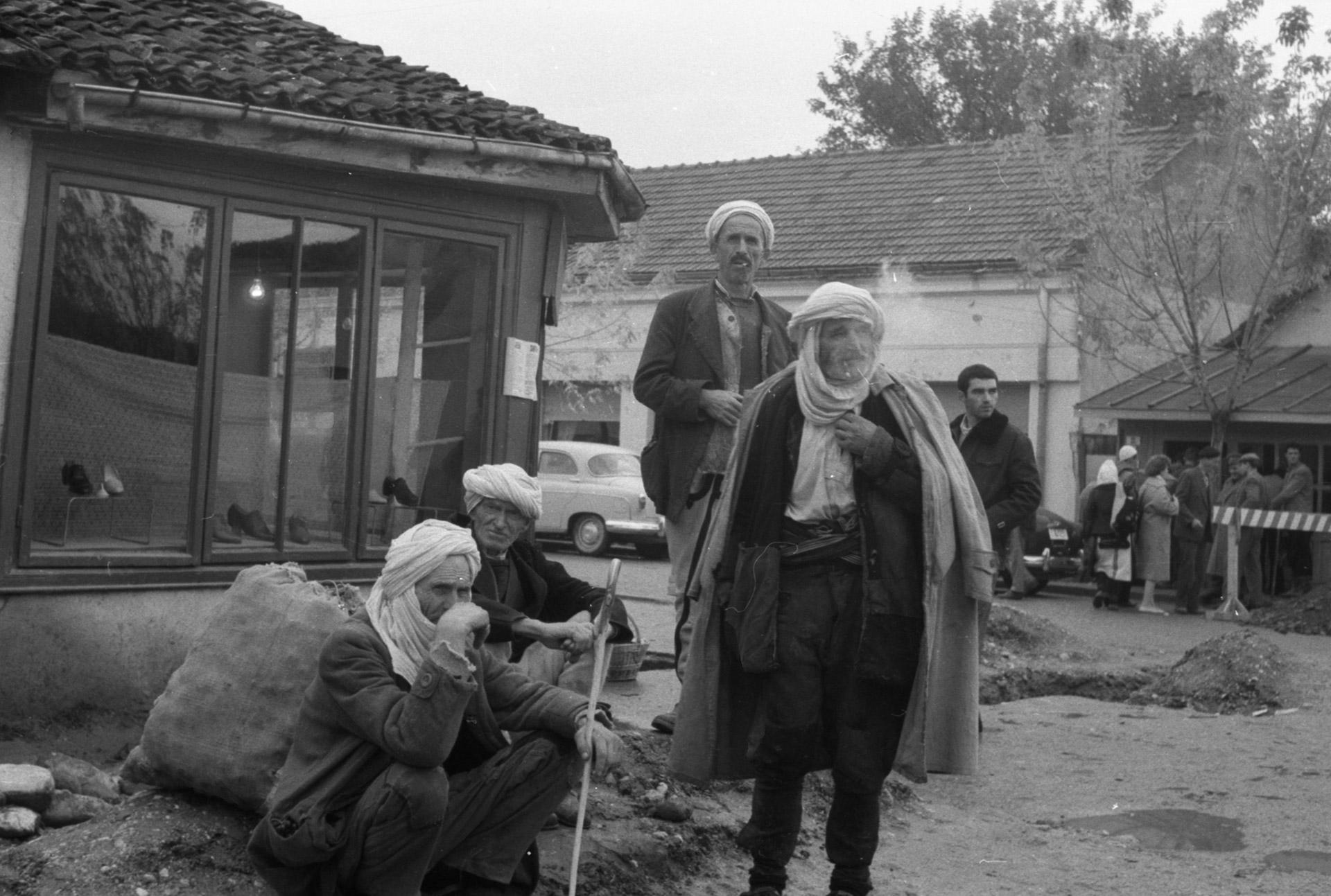
Místní obyvatelstvo v roce 1960.

Město je patrně starověkého původu. Založili jej nejspíše Ilyrové, známé bylo rovněž i pod názvem Siparantum, pod kterým je zmiňováno v Ptolemaiově Geografii. Římské město mělo status municipia; mělo vlastní samosprávu jako druhé město tohoto typu na území dnešního Kosova hned po Ulpianě (Lipljanu).
Město Pec je pod současným názvem poprvé připomínáno roku 1202 jako vesnice. Nacházela se na strategické lokalitě na řece Bistrici, které se vlévá do řeky Bílý Drin východně od pohoří Prokletije z kosovské strany. O dvacet let později se zde nacházelo již tržiště. V letech 1180–1190 je dobyl srbský velkokníže Štěpán Nemanja a jeho nástupce je věnoval nově založenému klášteru Žiča, kde sídlil také arcibiskup. Když byl klášter koncem 13. století zničen Kumány, přesídlil arcibiskup do Pece, kde vybudoval řadu kostelů. Rozvoji města pomohlo období vzestupu středověkého srbského státu, kdy zde vznikla celá řada kamenných budov a dařilo se řemeslům. Město obdrželo celou řadu hodnotných darů od tehdejšího císařského dvora. Ve 14. století bylo již živým městem a byla zde přítomna i kolonie dubrovnických kupců.
Roku 1345 se Pec stala sídlem pecského patriarchátu Srbské pravoslavné církve a důležitým střediskem až do roku 1766, kdy byl patriarchát zrušen. Po Bitvě na Kosově poli získal město rod Balšićů a město se stalo součástí Srbského despotátu.
Roku 1455 město dobyli Osmané a postavili řadu mešit, z nichž některé se zachovaly. Z této doby pochází také orientální bazar, který byl poničen během kosovské války a poté obnoven. Ve městě se usadilo mnoho Turků. Postupem času získala Pec orientální charakter. V druhé polovině 16. století se v Peci nacházelo 142 domů, jejichž obyvatelé se identifikovali s islámem, a zůstalo jen 15 domů křesťanských. Ve srovnání s dalšími městy na území Kosova se Pec islamizovala relativně rychle. Albánské obyvatelstvo přijalo islám mnohem rychleji než obyvatelstvo slovanské, předně z důvodu obav společenského statusu. V 17. století čítalo město 600 domů a administrativně pod ni spadalo dalších 130 vesnic.
V 17. století zasáhly i oblast západního Kosova války mezi Turky a Rakouskem. V letech 1683–1690 uskutečnili Rakušané několik vpádů i do Pece. Mezi místními albánskými správci docházelo k častým střetům, které pokračovaly poté ještě půlstoletí po válce. Město v letech 1782–1784 decimovala epidemie cholery. V roce 1835 zde došlo k povstání albánského obyvatelstva. Administrativní reformou byl následně místní sandžak podřízen vilájetu se sídlem v Bitole v dnešní Severní Makedonii, což mělo oslabit moc místních begů, kteří byli protestům více nakloněni. Neklidná atmosféra zde však pokračovala i nadále. V roce 1867 místní zavraždili osmanského správce.
Podle osmanských záznamů o místním obyvatelstvu žilo v roce 1876 v Peci 9981 obyvatel, kteří se deklarovali jako muslimové a 8818 nemuslimů (většinou pravoslavných křesťanů, tj. Srbů. 
Roku 1899 zde vzniklo sdružení pro albánskou autonomii. Tato tzv. Pecská liga pod vedením Haxhi Zeky apelovala na osmanskou vládu, aby zavedla albánský jazyk na školách a úřadech.
V První balkánské válce 1912–1913 město dobyli Černohorci, stalo se následně součástí Černé Hory. Následně sem bylo přemístěno sídlo pravoslavné církve. V roce 1915 jej obsadilo Rakousko-Uhersko. Po roce 1918 se stalo součástí Jugoslávie, což se setkalo s nevolí místních Albánců, kteří dokonce naléhali na francouzské vojsko zde umístěné, aby Srby vyhnalo. Uklidnit se situaci podařilo jen na krátko, neboť v letech 1919 až 1920 hrozilo povstání Kačaků okolo Peci a Dečanů, na což jugoslávský stát reagoval pokusem místní odzbrojit.
Po správní reformě v roce 1929 byl součástí Zetské bánoviny. V meziválečném období se město ekonomicky rozvíjelo; byla zavedena elektřina, vybudována hydroelektrárna a z Kosova pole zavedena železnice. Za druhé světové války je obsadili Albánci, město bylo nicméně v italské okupační zóně. Zhruba šest tisíc obyvatel Peci a místního okolí bojovalo v partyzánských řadách.

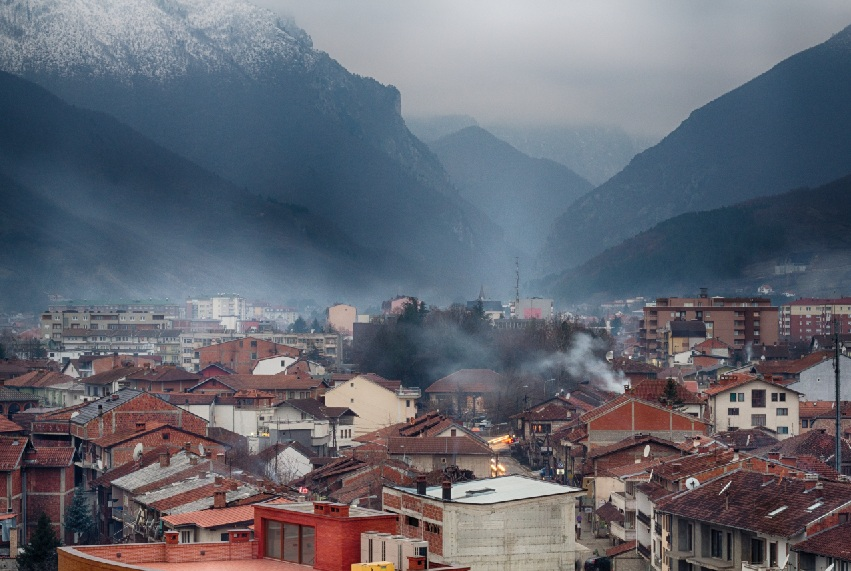
Město s Rugovskou soutěskou v pozadí.

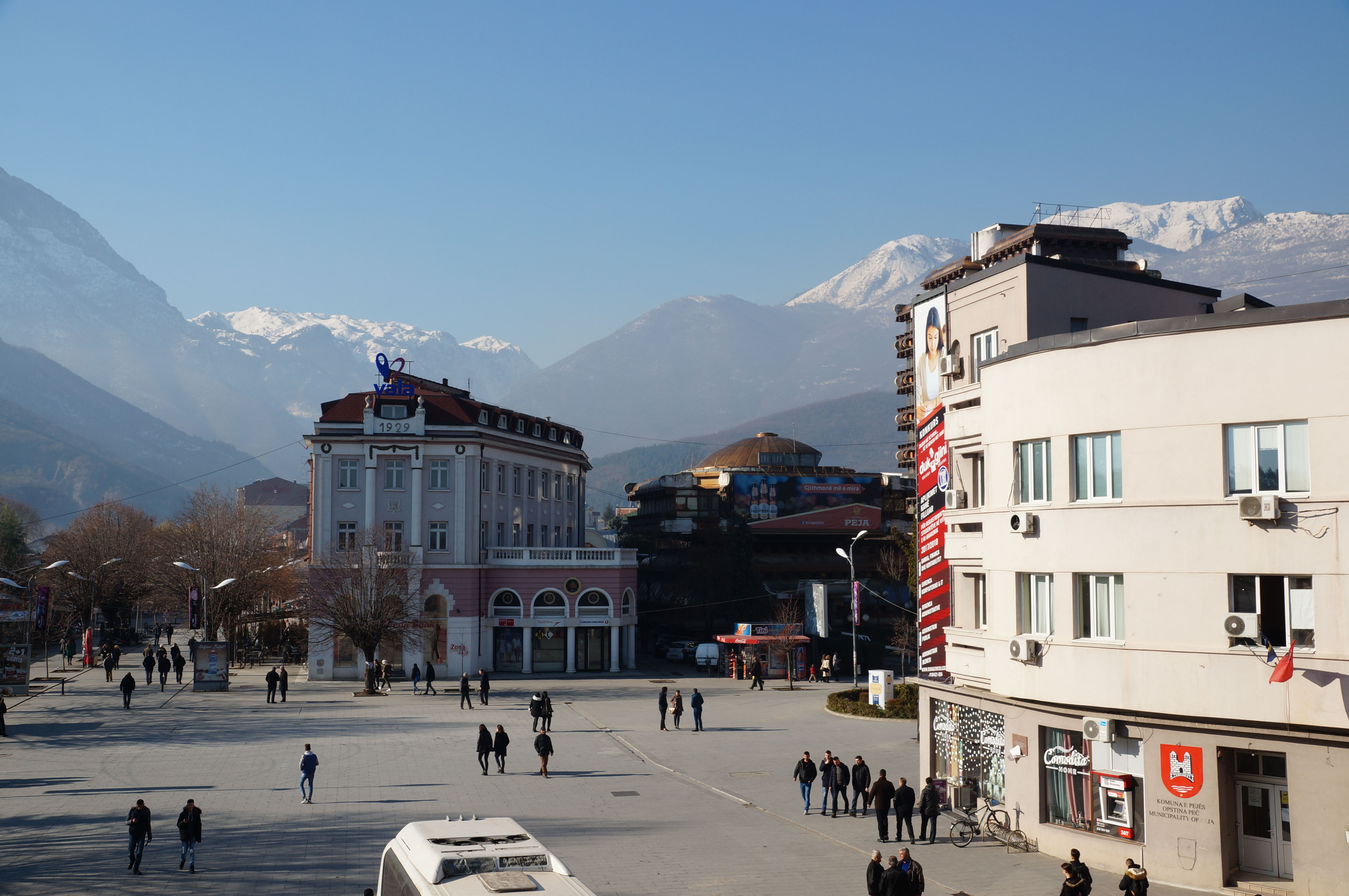
Střed města.

Po skončení konfliktu stál před novou jugoslávskou vládou nelehký úkol zajistit v Kosovu klid a pořádek. Nejinak tomu bylo i v Peci. Jen v letech 1946 až 1967 došlo ve městě k dvaceti šesti vraždám.
Bez ohledu na vývoj bezpečností situace bylo město, součást jedné z nejméně rozvinutých částí federace, dále industrializováno. Vznikla zde továrna na kožené výrobky (1958 a součástky do motorů (1968). Postaven byl rovněž cukrovar. Mezi další významné zaměstnavatele v Peci patří tradičně také místní pivovar, který patří mezi hlavní na území Kosova. Vyráběly se zde také součástky do automobilů. I přes velké investice však byla velká část pracovní síly vázána na území tehdejší opštiny Pec na zemědělství (v roce 1961 to bylo 53 % obyvatel, roku 1971 celkem 44 %).
V roce 1968 došlo ve městě k demonstracím, které byly odezvou na studentské protesty v Prištině.
Napětí mezi Srby a Albánci ve městě se stupňovalo a podíl Srbů a Černohorců zejména od roku 1960 postupně klesal v souvislosti s vystěhovalectvím pravoslavného obyvatelstva. Město utrpělo za kosovské války v roce 1999, mnoho lidí bylo zavražděno a značný počet domů zničen, po národnostních nepokojích roku 2004 se velká část nealbánských obyvatel vystěhovala.

## Obyvatelstvo

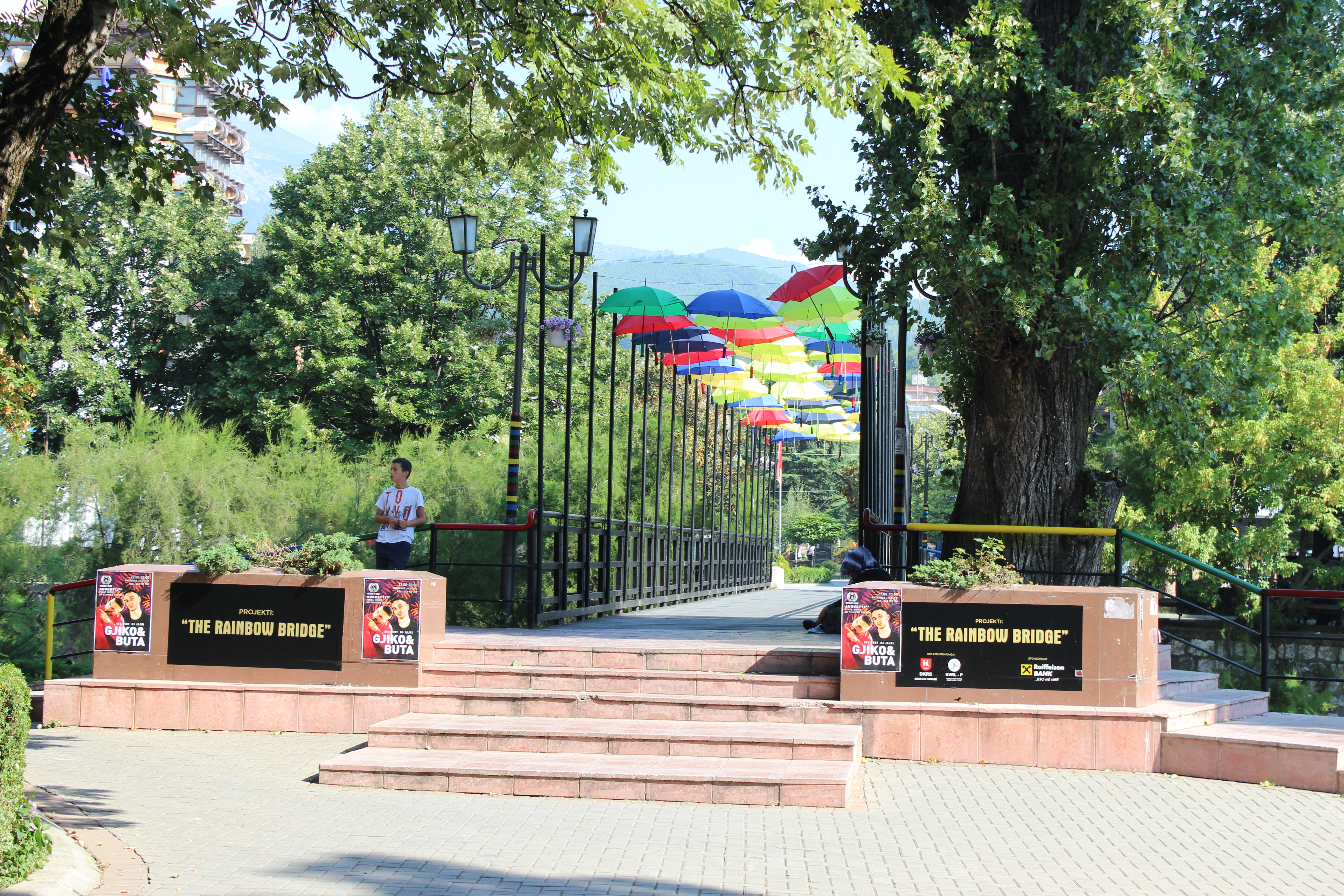
Duhový most v centru města.

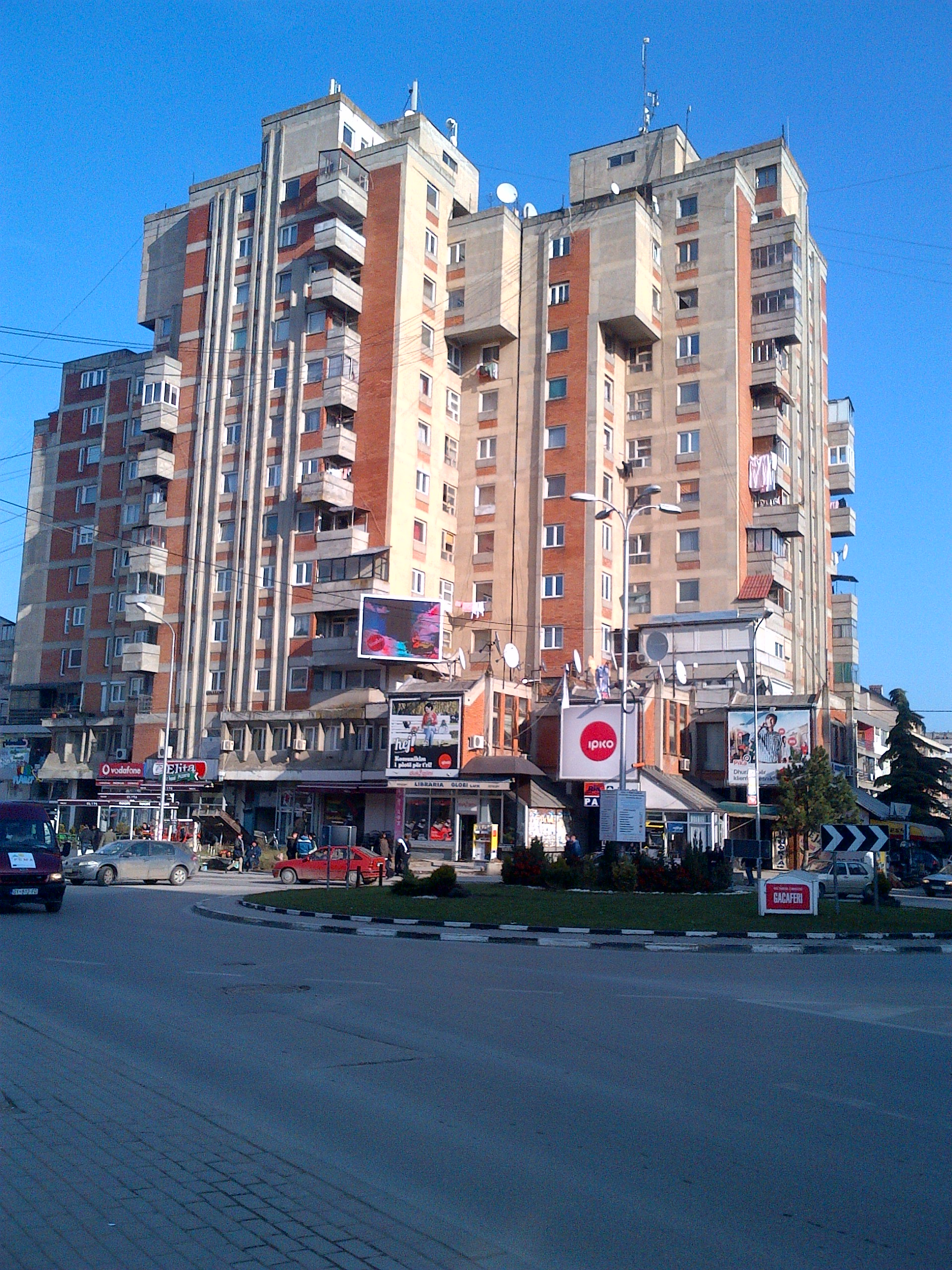
Výšková budova dále od centra města, postavená v duchu jugoslávského brutalismu.

V roce 2011 žilo v celé oblasti přes 90 % Albánců, asi 4 % Romů, 4 % Bosňáků a kolem 0,5% Srbů. Dle sčítání lidu z roku 1981 měla opština 54 497 obyvatel, v roce 1991 to bylo 68 163. Během války v Kosovu došlo k významným demografickým změnám, město opustil jistý počet místního srbského a černohorského obyvatelstva. Někteří z nich se nakonec po válce ale vrátili.
V roce 2011 bylo na území města s přilehlými vesnicemi napočítáno okolo 49 tisíc obyvatel.

## Kultura a kulturní památky
- Pecský klášter, památka UNESCO.

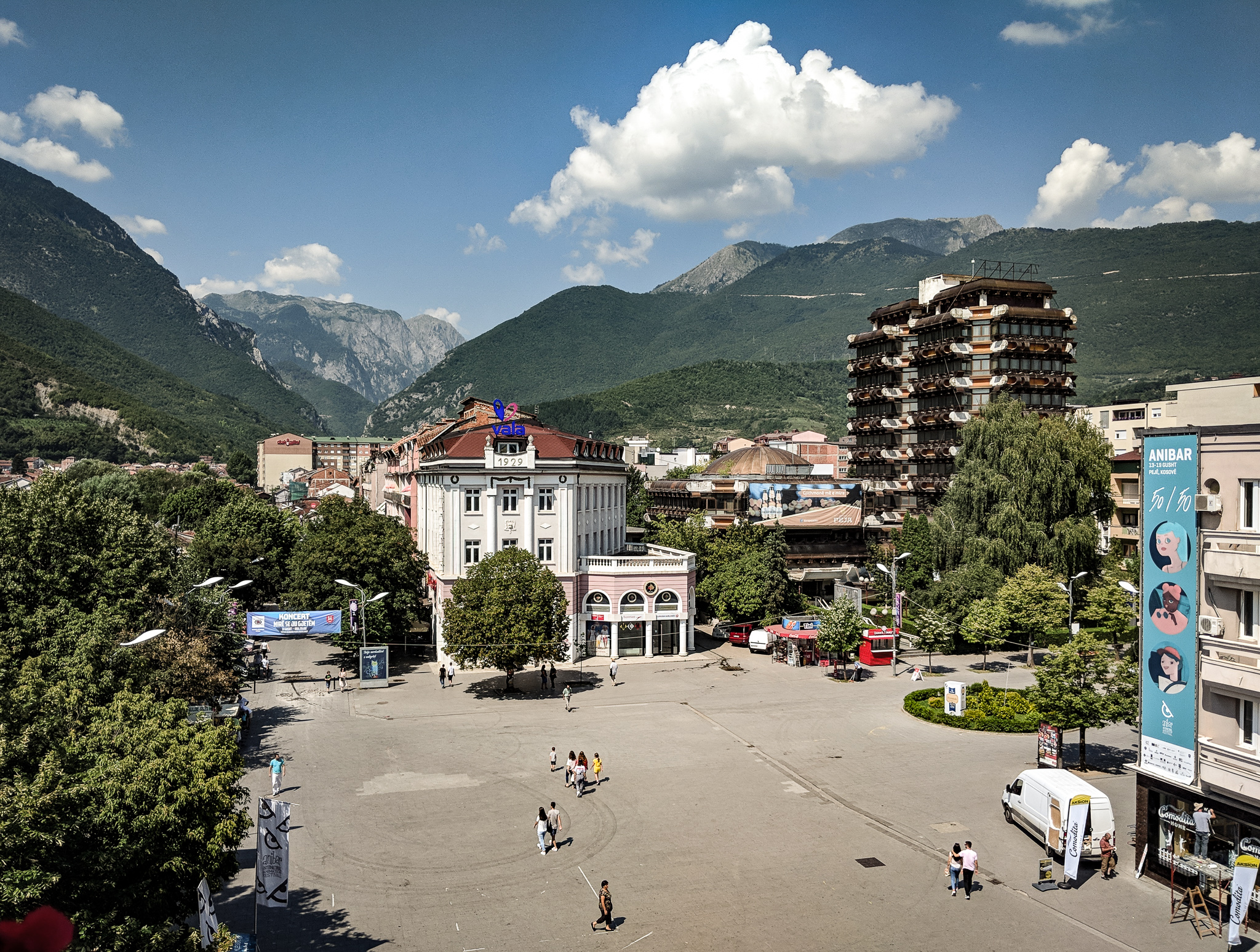
Střed města a Rugovská soutěska v pozadí.

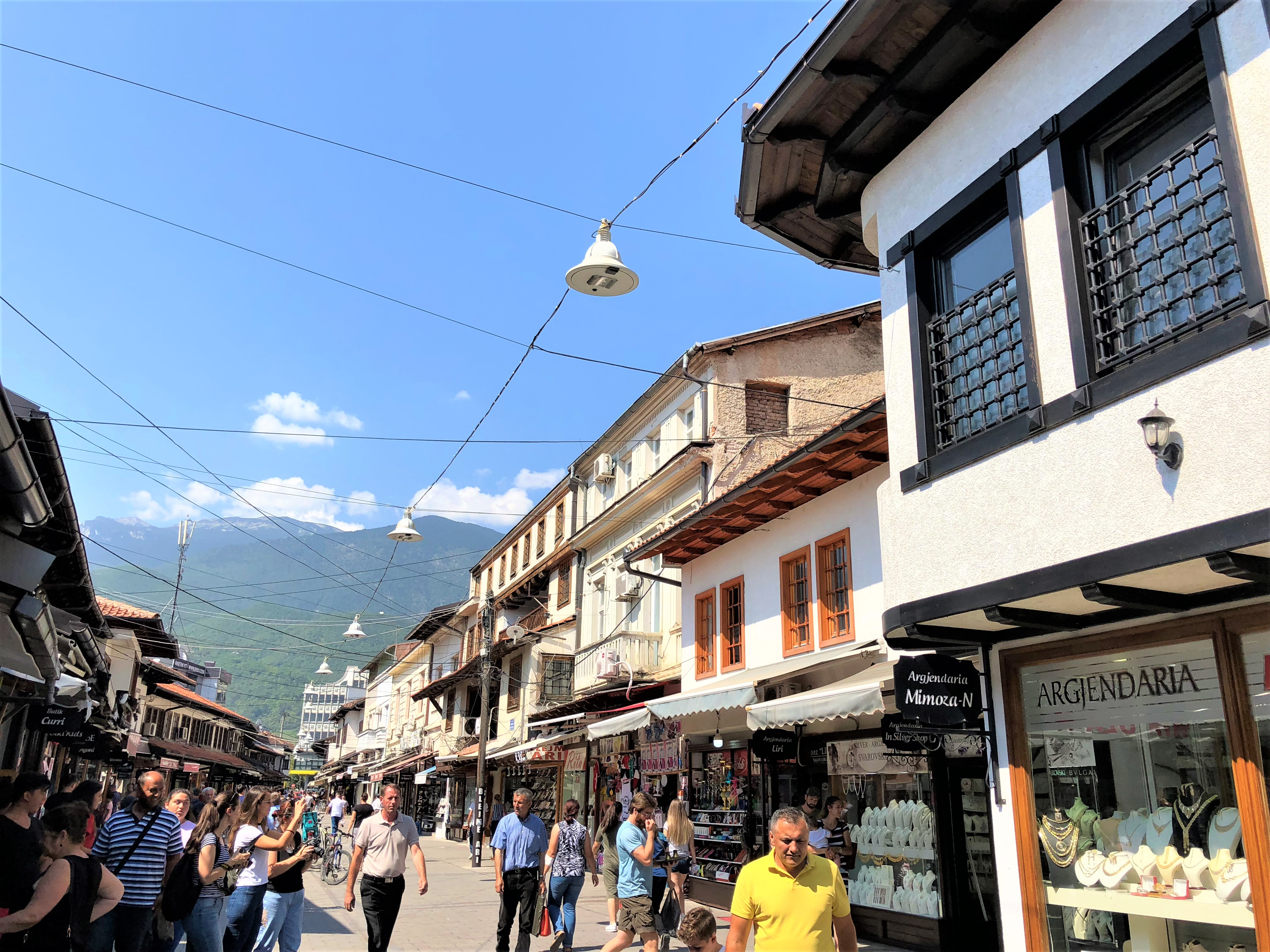
Historické jádro města.

- Tahirbegův dům, dům významného obchodníka z období existence Osmanské říše[20]
- Jašarpašův dům, též Hadži-zekův[21] dům.
- Šeremt kula
- mešita Bajrakli, též někdy označována jako sultánova mešita.[20]
- Zade hasan-pašova mešita z konce 16. století.[20]

Turisticky navštěvované je také historické jádro města (čaršija/qarshia), které bylo na počátku 21. století spolu s historickým náměstím kompletně zrekonstruováno.

## Ekonomika
Město bylo během období existence socialistické Jugoslávie částečně industrializováno. V roce 1989 zde v průmyslu pracovalo cca 18 tisíc lidí.
Do té doby mělo ale dlouhou tradici v oblasti zemědělské výroby i řemesel.
Ekonomické krize a válka zapříčinily totální kolaps místního průmyslu. Ve městě také sídlí pivovar Birra Peja, mezi další zaměstnavatele patří potom velká pekárna, cihelna, producent dřeva a menší obchodní a servisní společnosti.
V 21. století se město snaží rozvíjet především turistiku, která byla jen v malé míře podporována již v 70. a 80. letech 20. století (v blízkosti budovy kláštera např. vznikl horský dům). V roce 2017 město navštívilo 11 tisíc turistů, 6 tisíc z nich byli návštěvníci ze zahraničí.

## Doprava
Pec se nachází na západě Kosova a dopravní tahy zde jsou definovány především přírodními poměry. Hlavní silniční spojení směřuje z Peci do Prištiny přes obec Klina (albánsky Klinë). V částečném úseku před městem Pec má silnice podobu čtyřproudé komunikace, byť se nejedná z technického hlediska o dálnici s mimoúrovňovými kříženími. V uvedeném směru vede také železniční trať. Další regionální silnice směřují na jih z Peci do Dečanů (albánsky Deçan) a Đakovici (albánsky Gjakova). Na sever potom vedou do černohorského Rožaje a dalších kosovských sídel. Komunikace směřuje i Rugovskou soutěskou na západ k hranicím Černé Hory, je však před státní hranicí přerušena. 

## Sport
V Peci sídlí řada sportovních klubů. Z města je také první nositelka olympijské medaile, kterou vybojovala za Kosovo judistka Maljinda Kelmendi na letních olympijských hrách v Riu de Janeiru v roce 2016. Hlavní fotbalový tým v Peci nese název FK Besa, basketbalový tým je KB Peja.

## Významné osobnosti
- Svatý Sáva, zakladatel kláštera v Peci
- Arsenije Sremac, druhý arcibiskup Srbské pravoslavné církve a první, který sídlil v Peci.
- Joanikije II, srbský patriarcha
- Arsenije IV Jovanović Šakabenta, srbský patriarcha
- David Albahari, srbský spisovatel
- Mehmet Akif Ersoy, kosovskoturecký básník a autor textu turecké národní hymny
- Fatos Bećiraj, albánský fotbalista
- Faruk Begolli, albánský herec
- Qerim Begolli, signatář albánské deklarace nezávislosti
- Vladimir Božović, černohorský fotbalista
- Đorđe Božović, srbský ozbrojenec a zakladatel Srbské gardy
- Agim Çavdarbasha, albánský sochař
- Agim Çeku, bojovník Kosovské osvobozenecké armády a politik
- Majlinda Kelmendi, judistka
- Salih Gjuka, signatář albánské deklarace nezávislosti
- Bedri bej Ipeku, albánský politik
- Bogoljub Karić, srbský politik a podnikatel
- Gezim Kasapolli, politik
- Rustemi Kreshnik, kickboxer
- Miodrag Krivokapić, srbský herec
- Rahman Morina, kosovskoalbánský komunistický politik
- Xhevdet Muriqi, fotbalista
- Fadil Muriqi, fotbalista
- Riza Sapunxhiu, kosovskoalbánský komunistický politik
- Milutin Šoškić, fotbalista
- Ranko Popović, fotbalista
- Dejan Stojanović, srbsko-černohorský spisovatel
- Pavle Strugar, generál Jugoslávské lidové armády
- Sislej Xhafa, albánský umělec
- Haxhi Zeka, představitel Pecské ligy
- Zhuj Selmani, účastník Prizrenské ligy.

### Galerie

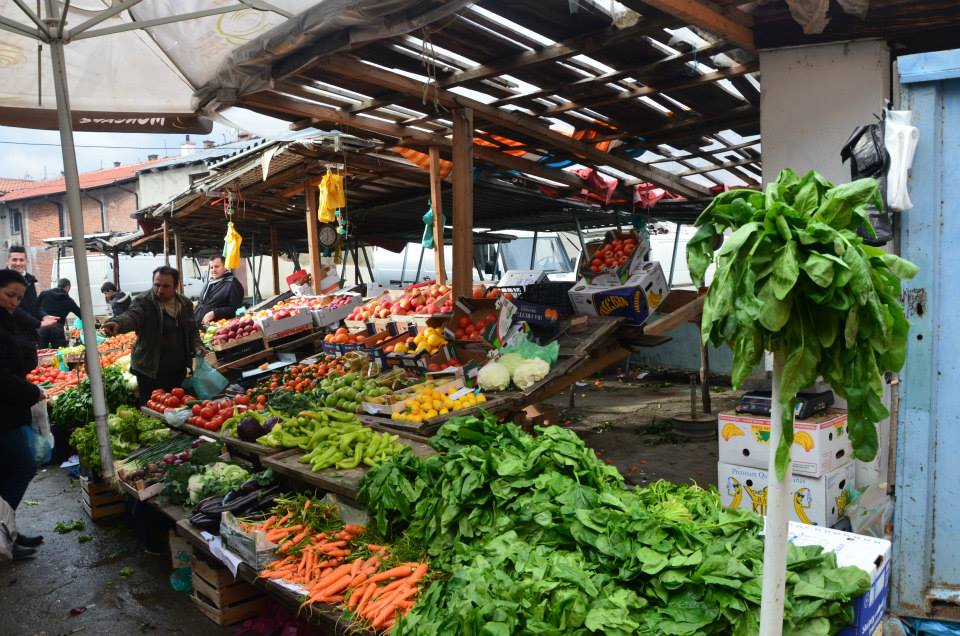
Trh se zeleninou
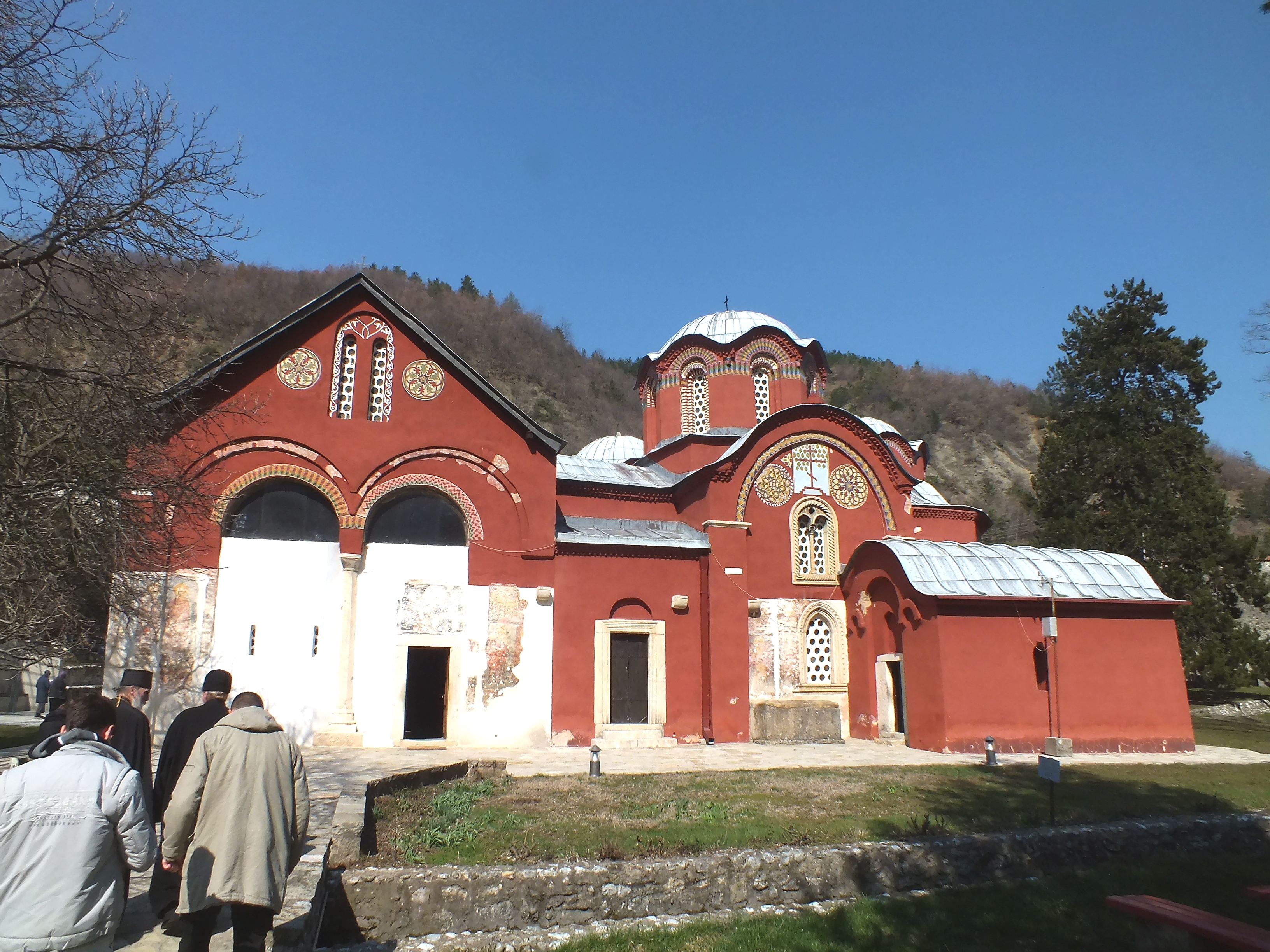
Monastýr a patriarchát
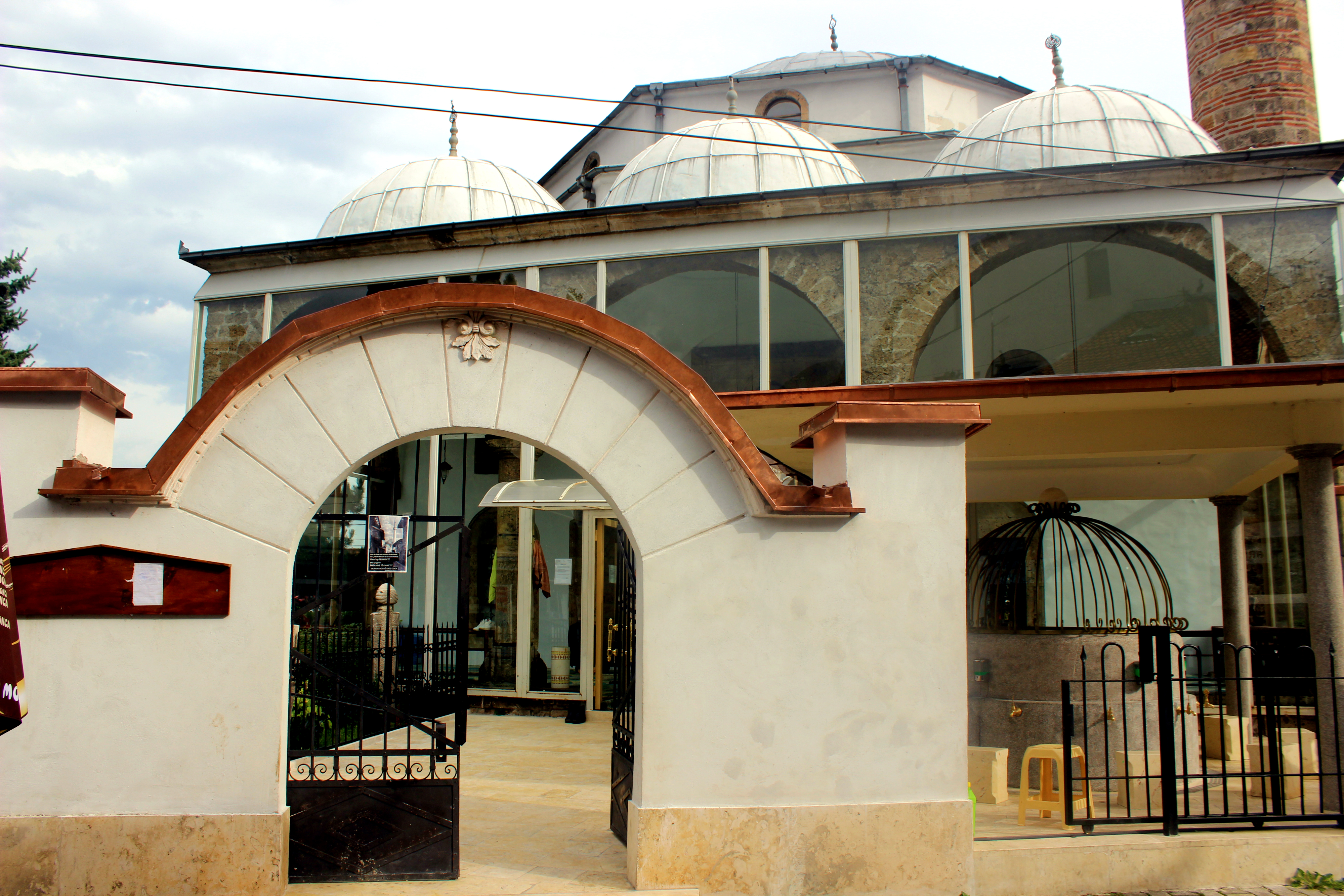
Mešita Bajrakli
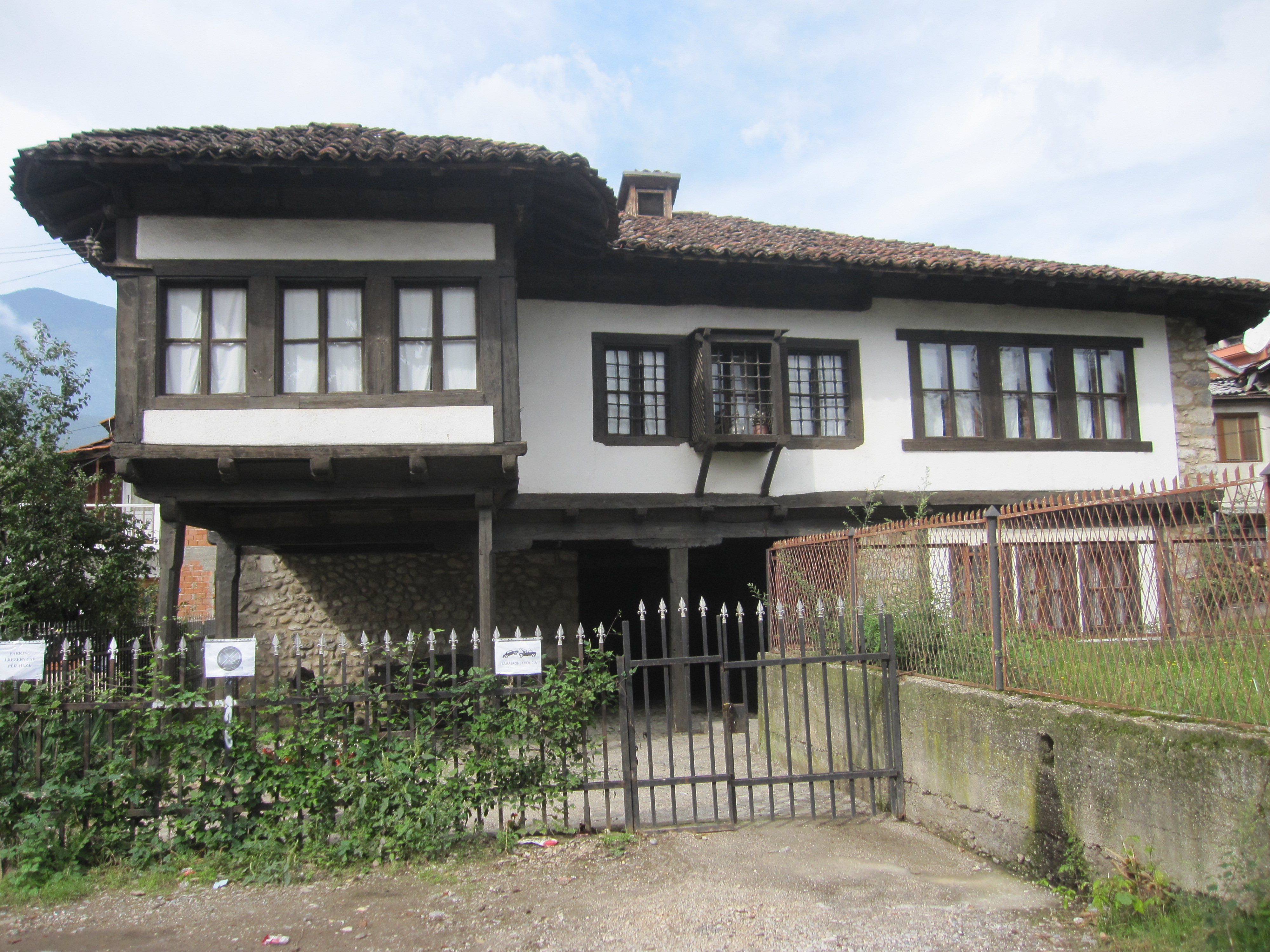
Etnologické muzeum